# Бросница
Бросница — река на северо-западе Тверской области России. Протекает по Андреапольскому району. Длина реки — 7,8 км.
Вытекает из озера Бросно, протекает через озеро Шатун, впадает в Волкоту на 41 км по её правому берегу около деревни Волок. По данным на 1963 год, в бассейне реки находится 11 озёр общей площадью 11,57 км².
На реке находятся населённые пункты: Савино, Андроново и Антоново.
Имеет 4 притока длиной менее 10 км, крупнейший из которых — Студеница — впадает справа.